# فوجیوارا نو جونشی
فوجیوارا نو جونشی، فوجیوارا نو نوبوکو (به ژاپنی: 藤原 遵子 Fujiwara no Junshi); 957 – ۲۷ ژوئن ۱۰۱۷) دختر فوجیوارا نو یوریتادا، همسر امپراتور آنیو در دوره هی‌آن اهل ژاپن بود. او تا ۲۶ سپتامبر ۹۹۰ عنوان کوگو یا همسر ارشد امپراتوری را داشت.